# 요네야마촌 (미야기현)
요네야마촌(米山村)은 미야기현 도메군에 설치되었던 촌이다.